# Шамлу
Шамлу (також шамли) — один із найбільших тюркських племінних союзів, що входили до складу племінної конфедерації Кизилбашів.

## Історія
Походження племені шамлу, пов'язане з огузькими племенами афшарів і бейділлі, які під час сельджуцьких завоювань оселилися в Азербайджані, Ірані, і східній частині Анатолії. Ці племена, не бажаючи приймати панування монголів, переселилися в межі Сирії — Шам (звідси їх назва шамлу — з Сирії). Під час походів Тамерлана проти Османської імперії, це плем'я було переселене в околиці Ардебіля і передане в підпорядкування шейху суфійського ордена Сефевіє, Ходжі Алі. Ставши муридами шейхів ордена, прийнявши їх владу, під керівництвом шейхів, вони об'єдналися з іншими тюркськими племенами Азербайджану й Анатолії, які також прийняли вчення і владу ордена, в племінну конфедерацію кизилбашів, беручи участь у всіх військових кампаніях ордена, що принесли врешті юному шейху Ісмаїлу владу над Азербайджаном і Іраном. У новоствореній Сефевідській державі, плем'я шамлу займало друге привілейоване становище після племені устаджлу, з числа яких висувалися багато великих чиновників і воєначальників. Як ульку племені були даровані земельні володіння в Південному Азербайджані, Ширвані, рівнинному Карабасі, Хорасані, вихідці з племені Шамлу, займали посаду беклярбеків Герата, що стала спадковою для представників цього племені. Під час правління сефевідського шаха Мухаммада Худабенде, шахська влада ослабла, що дало поштовх до боротьби за переділ влади в державі між емірами кизилбаських племен. В державі вибухнула жорстока міжусобна війна між племенами шамлу і устаджлу. ЗІйшовши на трон, шах Аббас I, шляхом реформ і боротьби з феодальною анархією зміцнивши свою особисту владу, повністю підпорядкував собі кизилбаські племена, позбавивши емірів влади над своїми племенами, а самі племена об'єднавши в новостворену особисту гвардію шахсевенів.

### Оймаки[1]шамлу
- Бейділлі
- Беджірли
- Джерид
- Гарагезлю
- Ашигли

### Відомі представники племені шамлу
- Хусейн бек Шамлу — вихователь (леле) шаха Ісмаїла I, емір-аль-умара держави
- Абді бек Шамлу — правитель Герата
- Махмудгулу хан Шамлу — правитель (хакім) Гиляна
- Сулейман халіфе Шамлу — правитель (хакім) Астрабада
- Ахмед султан Шамлу — правитель (хакім) Систана
- Алімардан хан Шамлу — посол Надир-шаха Афшара